# Semiothisa notia
Semiothisa notia là một loài bướm đêm trong họ Geometridae.